# Victoria Thaine
Victoria Thaine es una actriz australiana.

## Carrera
En el 2006 apareció como invitada en la serie policíaca Blue Heelers donde dio vida a Gina O'Connor, una paciente de cáncer en fase terminal que termina haciéndose amiga del sargento Tom Croydon, mientras se encuentran en una sesión de quimioterapia.
En el 2007 se unió al elenco de la miniserie Rain Shadow donde interpretó a Jill Blake, una nueva asistente de la veterinaria.
En el 2009 interpretó a Holly, la novia de Brent Mitchell en la película The Loved Ones.
En 2013 apareció como invitada en la serie Nowhere Boys donde interpretó a Alice, papel que volvió a interpretar en el 2014 durante el episodio # 1.13.

## Filmografía

### Series de Televisión
| Año             | Serie                          | Personaje         | Notas                                   |
| --------------- | ------------------------------ | ----------------- | --------------------------------------- |
| 2016 - presente | Bruce                          | -                 | -                                       |
| 2013 - 2014     | Nowhere Boys                   | Alice             | 2 episodios                             |
| 2013            | Mr & Mrs Murder                | Tracey Anderson   | episodio "The Art of Murder"            |
| 2013            | The Doctor Blake Mysteries     | Dawn Prentice     | episodio "Game of Champions"            |
| 2012            | Miss Fisher's Murder Mysteries | Miss Parkes       | episodio "Blood and Circuses"           |
| 2011            | Rush                           | Lexi Dennett      | 2 episodios                             |
| 2010            | Rake                           | Fiona McReady     | 2 episodios                             |
| 2010            | Wilfred                        | Cynthia           | episodio "Honey You're Killing the Dog" |
| 2007            | Rain Shadow                    | Jill Blake        | 6 episodios - miniserie                 |
| 2006            | Two Twisted                    | Danielle Carmody  | episodio "Saviour"                      |
| 2006            | Blue Heelers                   | Gina O'Connor     | 2 episodios                             |
| 2003            | All Saints                     | Sasha Netterfield | 3 episodios                             |

### Películas
| Año  | Película         | Personaje        | Notas |
| ---- | ---------------- | ---------------- | --- |
| 2010 | Call Centre      | Grace            | corto - junto a Damon Herriman                                                                                |
| 2009 | The Loved Ones   | Holly            | junto a Xavier Samuel, Jessica McNamee, Robin McLeavy & Suzi Dougherty                                        |
| 2007 | Gone             | Lena             | junto a Scott Mechlowicz, Amelia Warner, Shaun Evans, Yvonne Strzechowski, Jessica Lemon & Zoe Tuckwell-Smith |
| 2006 | 48 Shades        | Imogen           | junto a Richard Wilson, Robin McLeavy, Nicholas Donaldson & Emma Lung                                         |
| 2006 | Caterpillar Wish | Emily Woodbridge | junto a Susie Porter, Khan Chittenden & Robert Mammone                                                        |
| 2005 | Son of the Mask  | Sylvia           | junto a Jamie Kennedy, Alan Cumming, Tonya Avery, Bob Hoskins & Kal Penn                                      |
| 2004 | Floodhouse       | Mara             | junto a Aaron Pedersen, Robert Menzies, Catherine McClements, Brendan Cowell & Jacek Koman                    |

### Directora, Autora&Escritora[1]
| Año         | Título               | Notas                                          |
| ----------- | -------------------- | ---------------------------------------------- |
| 2013        | The Kingdom of Doug  | corto - directora & escritora                  |
| 2010        | The Last Tupper      | corto - codirectora, co-productora & escritora |
| 2005        | Close to Home        | obra - autora                                  |
| 2005        | Jumping and All That | obra - autora                                  |
| 1999 - 2000 | Overhead Wires       | obra - autora                                  |

## Premios y nominaciones
| Año  | Categoría                   | Premio             | Película         | Resultado |
| ---- | --------------------------- | ------------------ | ---------------- | --------- |
| 2008 | Most Outstanding Actress    | Silver Logie Award | Rain Shadow      | Nominada  |
| 2006 | Best Actress in a Lead Role | FCCA Award         | Caterpillar Wish | Nominada  |